# Otto Wiegand
Otto Wiegand (Berlino, 29 ottobre 1875 – Zepernick, 11 giugno 1939) è stato un ginnasta e multiplista tedesco.

## Biografia
Partecipò ai Giochi della III Olimpiade che si svolsero a Saint Louis nel 1904. All'Olimpiade prese parte alle gare di concorso generale, concorso generale - tre eventi e triathlon. Il risultato migliore che riuscì ad ottenere fu il quinto posto nel concorso generale e nel concorso generale - tre eventi.
Wiegand prese parte anche ai Giochi olimpici intermedi di Atene del 1906, dove riuscì ad ottenere un quinto posto nel concorso a squadre, un quattordicesimo posto nel concorso generale e un diciottesimo posto nel concorso generale a 5 eventi.
Suo fratello minore Carl aveva partecipato ai Giochi della II Olimpiade di Parigi nel 1900.